# Marathaforbundet
Marathaforbundet eller Marathariget var en vigtig indisk stat fra det 17. til 19. århundrede.
Staten opstod i det 17. århundrede, da hinduen Shivaji gjorde oprør imod den muslimske kejser Aurangzeb. I det 18. århundrede erobrede marathaerne store dele af Indien. Efterkommerne blev skubbet til side og forbundet var kontrolleret af fem store familier:
- Peshwa af Pune, rigets arvelige premierministre
- Bhonsle, Shivajis familie
- Sindhia af Gwalior i nuværende Madhya Pradesh
- Holkar af Indore i nuværende Madhya Pradesh
- Gaekwad af Baroda i nuværende Gujarat og Maharashtra

Efter nederlaget i Marathakrigene blev det meste af rigets territorium annekteret af briterne. De sidste tre overlevede som de indiske fyrstestater, som blev indlemmet i den nuværende republik i 1947-48.

## Ekstern henvisning
- marathaer, Den Store Danske

| Historie | Spire Denne historieartikel er en spire som bør udbygges. Du er velkommen til at hjælpe Wikipedia ved at udvide den. |